# Nalusa Falaya
Nalusa Falaya (Na Losa Falaya; Long Black Being), Nalusa Falaya je zastrašujuće stvorenje Choctaw mitologije. Njegovo ime doslovno znači "dugo crno biće", i iako se obično opisuje kao visoki vretenasti humanoid, ponekad se kaže da gmiže poput zmije ili se stopi u obliku sjene. Vreba u dugim sjenama oko sumraka, plašeći djecu da ne ostanu vani prekasno i povremeno opčinjavajući neoprezne lovce.